# Mimipochira fruhstorferi
Mimipochira fruhstorferi là một loài bọ cánh cứng trong họ Cerambycidae.